# Sydafrikas Grand Prix 1973
Sydafrikas Grand Prix 1973 var det tredje av 15 lopp ingående i formel 1-VM 1973.  

## Resultat
1. Jackie Stewart, Tyrrell-Ford, 9 poäng
2. Peter Revson, McLaren-Ford, 6
3. Emerson Fittipaldi, Lotus-Ford, 4
4. Arturo Merzario, Ferrari, 3
5. Denny Hulme, McLaren-Ford, 2
6. George Follmer, Shadow-Ford, 1
7. Carlos Reutemann, Brabham-Ford
8. Andrea de Adamich, Surtees-Ford
9. Jody Scheckter, McLaren-Ford (varv 75, motor)
10. Howden Ganley, Williams (Iso Marlboro-Ford)
11. Ronnie Peterson, Lotus-Ford

### Förare som bröt loppet
- Carlos Pace, Surtees-Ford (varv 69, olycka)
- Eddie Keizan, Blignaut (Tyrrell-Ford) (67, för få varv)
- Jean-Pierre Jarier, March-Ford (66, för få varv)
- François Cévert, Tyrrell-Ford (66, för få varv)
- Mike Beuttler, Clarke-Mordaunt-Guthrie (March-Ford) (65, för få varv)
- Wilson Fittipaldi, Brabham-Ford (52, växellåda)
- Jackie Pretorius, Williams (Iso Marlboro-Ford) (35, överhettning)
- Niki Lauda, BRM (26, motor)
- Jackie Oliver, Shadow-Ford (14, motor)
- Jean-Pierre Beltoise, BRM (4, koppling)
- Dave Charlton, Scuderia Scribante (Lotus-Ford) (3, olycka)
- Clay Regazzoni, BRM (2, olycka)
- Jacky Ickx, Ferrari (2, olycka)
- Mike Hailwood, Surtees-Ford (2, olycka)